# António Luz Furtado
Antonio Luz Furtado (1934-) é um pesquisador e professor brasileiro de informática, da área de banco de dados.

## Biografia
Formado em Economia pela Universidade do Estado do Rio de Janeiro (1964) e em Direito pela Universidade Federal do Rio de Janeiro (1957), recebeu os títulos de mestrado em Informática pela PUC-Rio (1969) e mestrado em Administração pela Fundação Getúlio Vargas (1962); além do doutorado em computação pela University of Toronto (1974). Atualmente é professor emérito da Pontifícia Universidade Católica do Rio de Janeiro. Furtado tem experiência na área de Ciência da Computação, com ênfase em Metodologia e Técnicas da Computação, atuando principalmente em bancos de dados e grafos, programação em lógica e geração de estórias interativas.
O Prof. Furtado participou da primeira Entity-Relationship Conference (ER 1979, Los Angeles, California) e desempenhou papel fundamental na criação e desenvolvimento da área de banco de dados no Brasil ao longo de quase 4 décadas, projetando-a no cenário internacional. Participou também da criação do primeiro Departamento de Informática do país (e um dos primeiros do mundo) na Pontifícia Universidade Católica do Rio de Janeiro em 1968.
Prof. Furtado publicou livros pioneiros em estruturas de dados e organização de bancos de dados, este último um marco importante para o ensino de computação no Brasil. O Prof. Furtado também realiza pesquisas em literatura medieval, tendo recentemente contribuído o capítulo "The Crusaders' Grail" ao livro The Grail, the Quest and the World of Arthur, organizado por Norris J. Lacy da Pennsylvania State University (2008).
Em sua trajetória profissional, foi também pesquisador do CNPq por mais de 10 anos; realizou contribuições ao avanço da linguagem Prolog, foi pesquisador sênior do Centro Científico Rio da IBM (1986 a 1988) e professor conferencista do Instituto Militar de Engenharia (1981 a 1984).

## Prêmios e Nomeações
Norman Stuart Robertson Fellowship, pela Universidade de Toronto (1973). 
Membro do Board of Trustees VLBD Endowment (1975).
Comenda da Ordem Nacional do Mérito Científico da Presidência da República do Brasil (2006).
Ganhador do Peter Chen Award (2014) pelas suas contribuições para a área de modelagem conceitual de banco de dados.

## Publicações
Antonio Luz Furtado publicou diversos livros e artigos científicos.

### Livros selecionados
- 2006. Mitos e Lendas: Heróis do Ocidente e do Oriente. 1. ed. Rio de Janeiro: Nova Era.
- 2003. Aventuras da Távola Redonda. 1. ed. Petrópolis: Vozes.
- 1987. Programação em Lógica. São Paulo: Blucher. Com Marco A. Casanova e F. Giorno.
- 1986. Formal Techniques for Data Base Design. Nova York: Springer. Com E. J. Neuhold.
- 1983. Estruturas de Dados. São Paulo: Campus. Com Paulo A. Veloso, P. Azeredo e Clésio Santos.
- 1979. Organização de Bancos de Dados. São Paulo: Campus. Com Clésio Santos.
- 1973. Teoria dos Grafos - Algoritmos. Rio de Janeiro: Livros Técnicos e Científicos.

### Artigos
- 1969-2011: 193 publicações, 47 artigos em periódicos, 85 publicações revisadas por pares em congressos, e diversos capítulos de livros, relatórios técnicos, manuscritos e artigos acadêmicos em submissão.[4]